# Chiesa di Sant'Angelo a Legnaia
La chiesa di Sant'Angelo a Legnaia è un luogo di culto cattolico che si trova in via Pisana a Firenze, all'interno del rione Legnaia.

## Storia e descrizione
Databile all'XI secolo e più volte restaurata, conserva un campanile del 1885. Ritenuta insufficiente, nel 1981 le è stato costruito accanto un nuovo edificio progettato dagli architetti Alvaro Bonini, Giovanni Bonanni e Roberto Torrini ed inaugurato nel 1983.
Appartengono alla vecchia chiesa pregevoli dipinti (ora nei depositi) fra cui una Madonna in trono di Mariotto di Nardo, un'Annunciazione di Bicci di Lorenzo, una Madonna col Bambino e santi attribuita a Jacopo del Tedesco.
Sull'altare maggiore, tela con San Michele che abbatte il demonio di Francesco Curradi. La volta dell'attigua compagnia è affrescata con la Gloria di sant'Agostino di Giandomenico Ferretti (1759) mentre sul relativo altare la Madonna e santi di Francesco Curradi (1607).

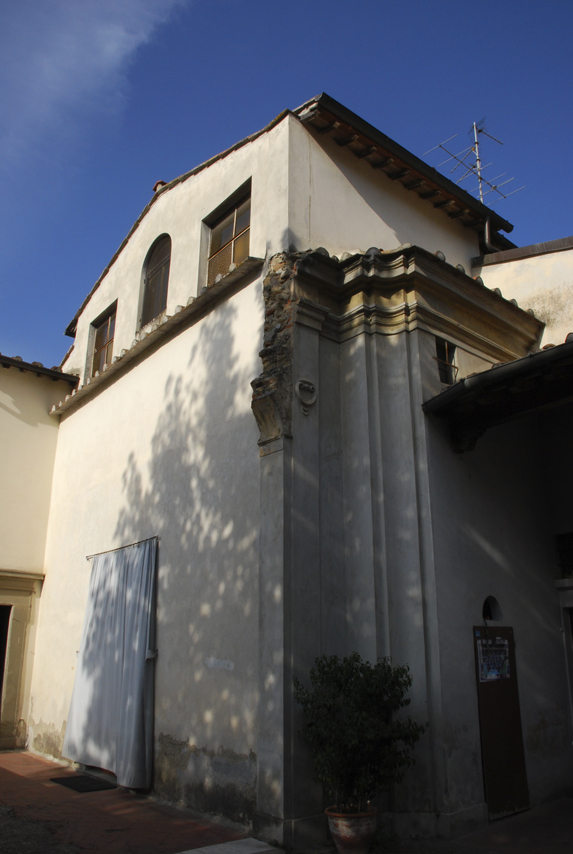
Esterno della chiesa antica
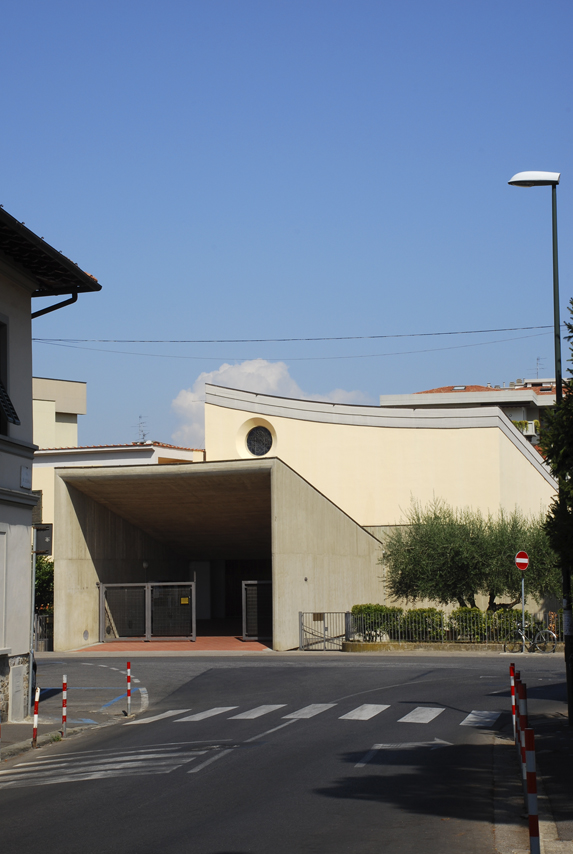
Esterno della chiesa moderna
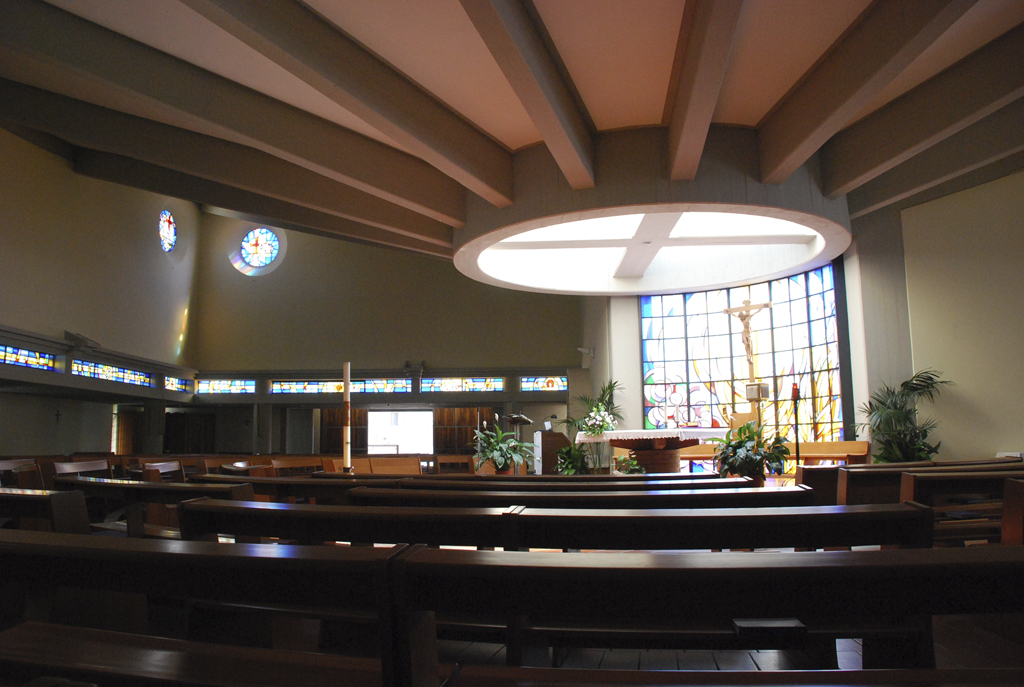
Interno della chiesa moderna